# وقعة النير غرب نجد
معركة النير هي من الوقائع الشهيرة التي حدثت في أواسط القرن الثالث عشر الهجري، بين قوات آل رشيد بقيادة الأمير عبيد بن رشيد وابن أخيه طلال بن رشيد، وبين قبائل من عتيبة – فرع الروقة والحمدة – رؤساء برقا، في منطقة النير الواقعة غرب نجد. 

## قال ابن رشيد
قال الأمير عبيد الرشيد:
يوم تليناكم ورى النير بالحوق
يوم لحق شره ادحيم وسلطان 
وفي رواية أخرى:
الفود الأقشر صار فودك يا ابن روق
واشوف تالي فودكم صار نقصان